# Lucky Strike
Pour les articles homonymes, voir Lucky.
Lucky Strike, introduite en 1871, est une marque de cigarettes appartenant au groupe British American Tobacco. Elle était représentée par un logotype connu, le bullseye (littéralement « œil-de-taureau », désignant la mouche d'une cible).

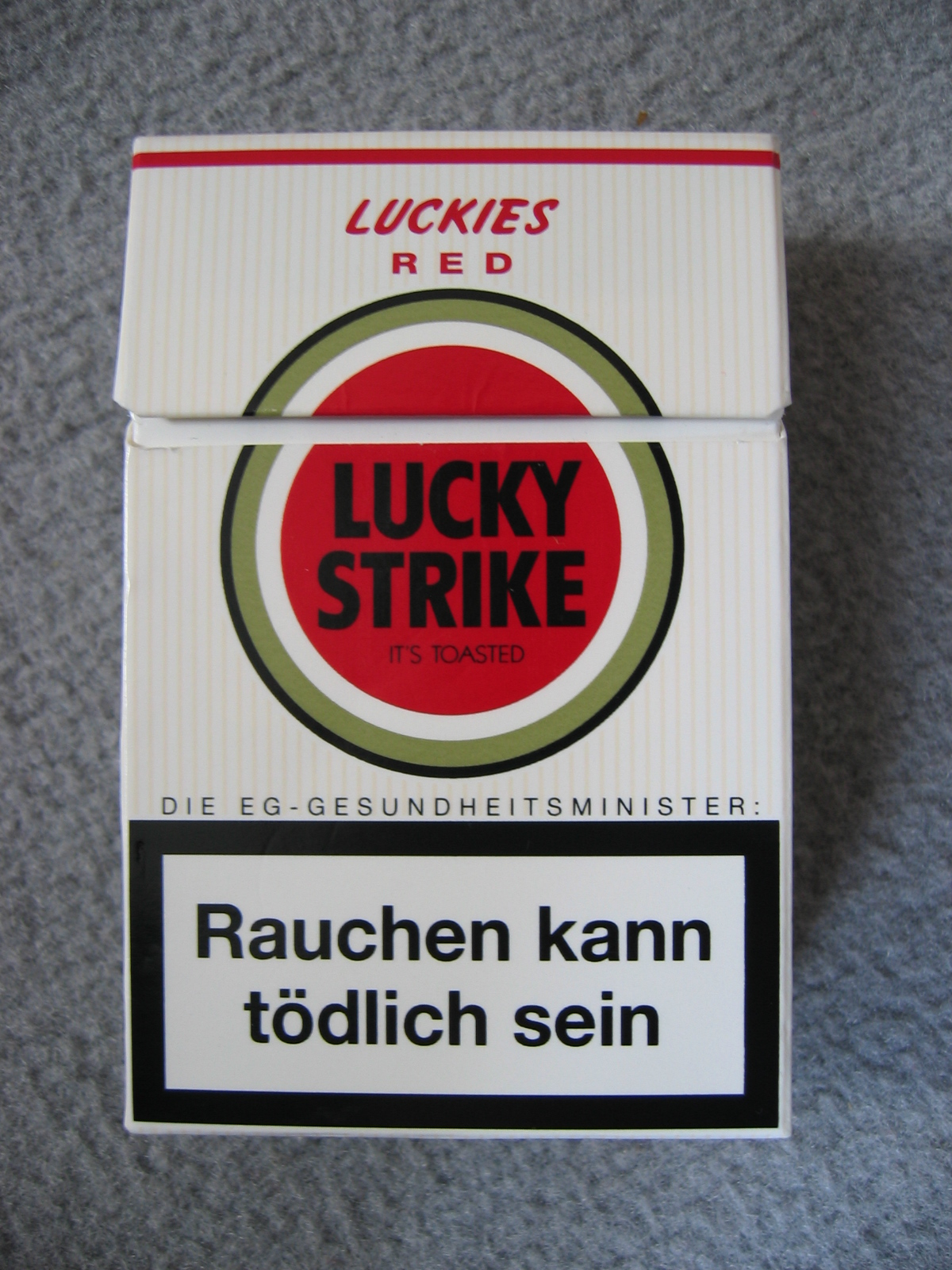
Un paquet de cigarettes de la marque avec l'ancien logo, avec un avertissement de l'UE (ici, en allemand « fumer peut être mortel »).

La Lucky Strike, la cigarette des GI's (le paquet faisait partie de la ration C de l'US Army Field, dans le paquetage de combat des fantassins américains) est entrée dans la légende à la fin de la Seconde Guerre mondiale en étant associée à l'image des forces alliées qui les distribuaient aux populations libérées.

## Historique

### Origine du nom

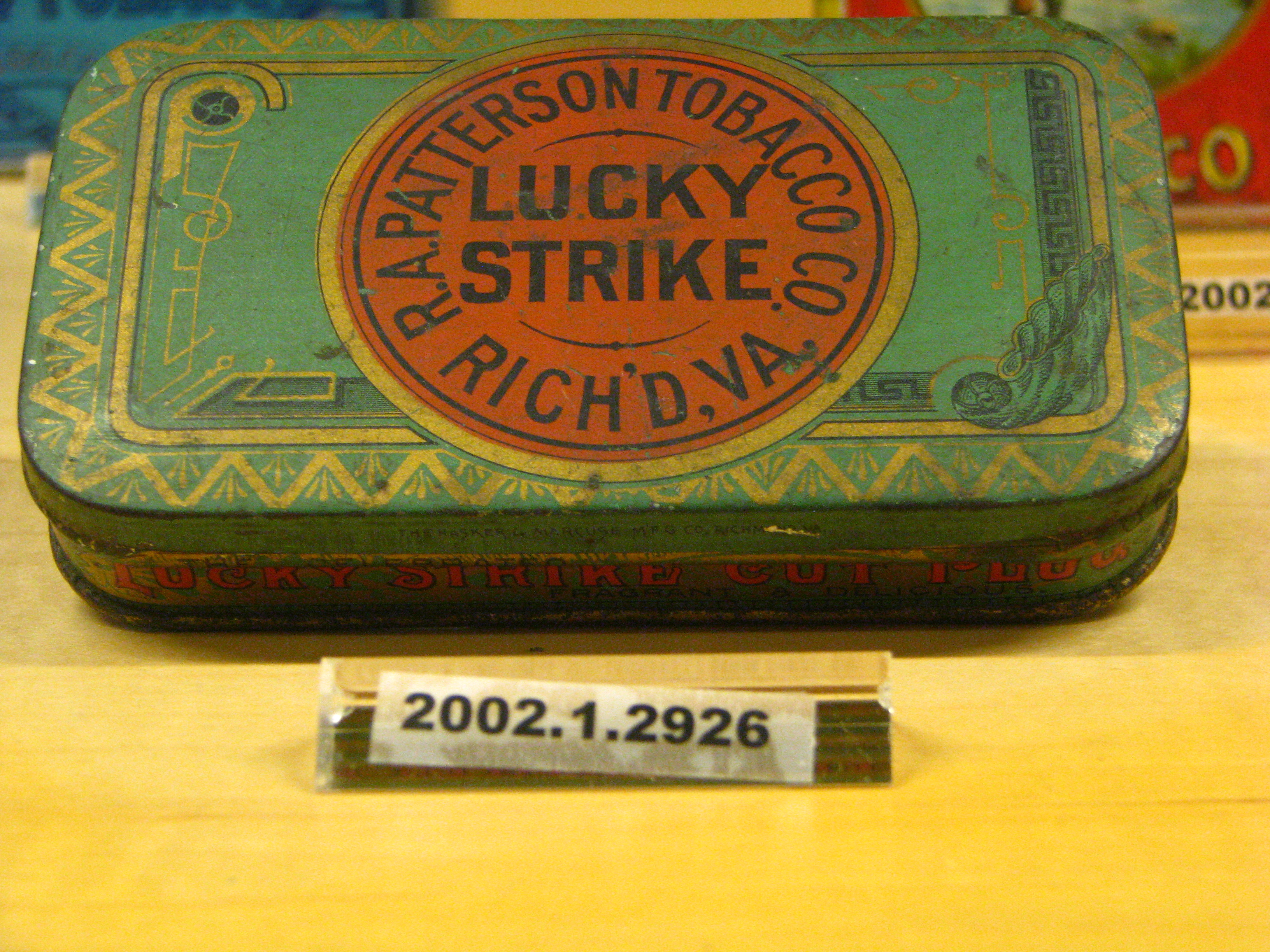
Étui en métal du début du vingtième siècle.

Le nom « Lucky strike » est une référence à la période de la Ruée vers l'or, contemporaine de la création de la marque. À l'époque, un mineur qui tombait sur un bon filon avait un « lucky strike » (coup de chance). En optant pour ce nom, l'entreprise sous-entendait que ses cigarettes étaient quelque chose de précieux et rare. L'autre explication, selon laquelle des cigarettes de cannabis auraient été dissimulées parmi les cigarettes ordinaires, justifiant le « coup de chance », n'est qu'une légende sans fondement.

### Évolution de la marque

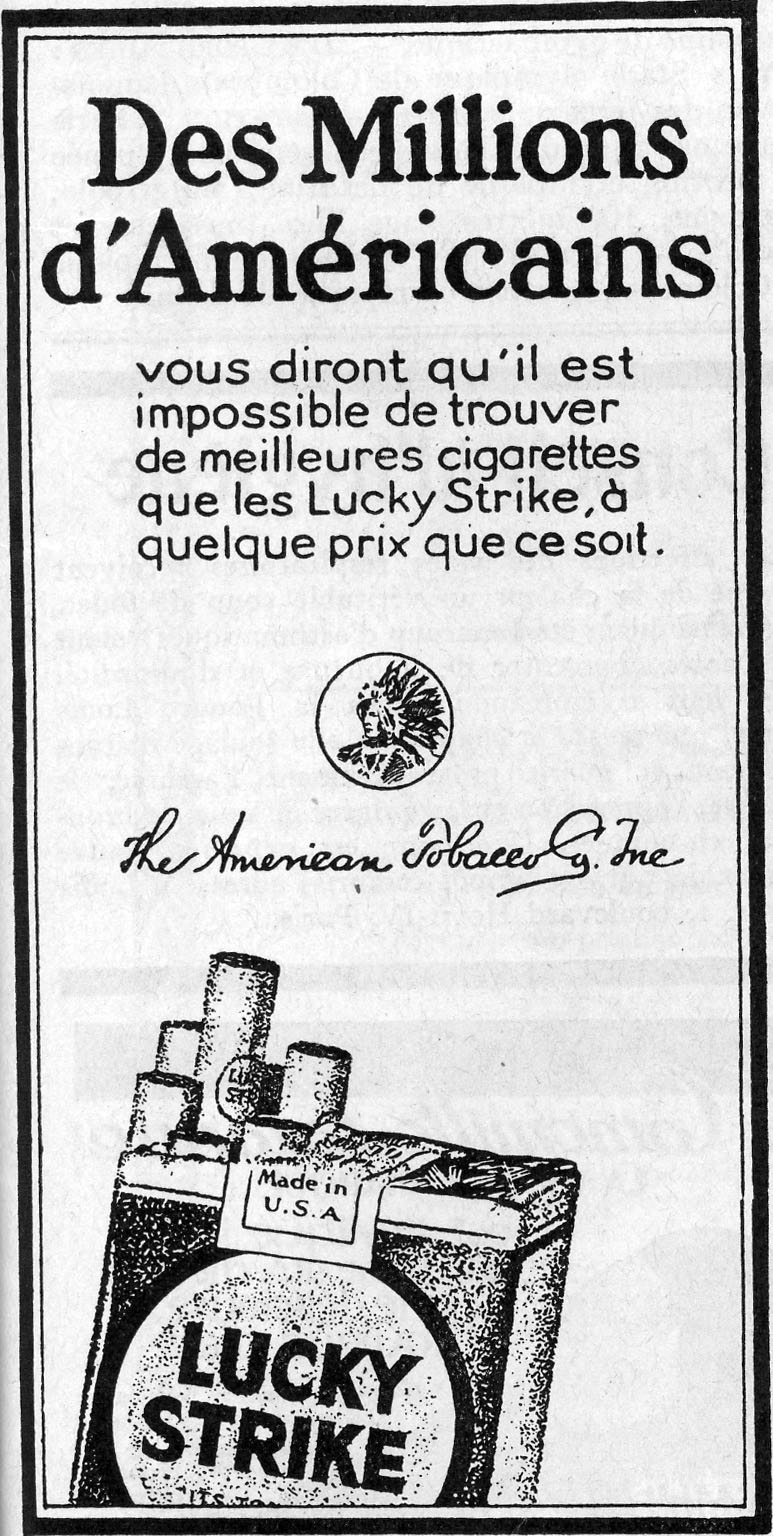
Réclame française de 1924 (L'Illustration).

Cette marque est introduite pour la première fois en 1871 comme un mélange à fumer par R.A. Patterson de Richmond, Virginie. En 1916, la cigarette est introduite dans un paquet vert foncé par l'American Tobacco Company (en).
Avant la Première Guerre mondiale, fumer était encore un tabou pour les femmes, mais cela n'a pas empêché certains publicitaires de s'intéresser à ce segment. Ce fut le cas d'Albert Lasker, l'annonceur qui gérait le compte de Lucky Strike. En 1927, il fait appel aux actrices et femmes célèbres pour positionner la marque Lucky Strike comme des cigarettes pour les femmes. En 1929, les ventes des cigarettes Lucky Strike ont triplé pour dépasser les ventes de la marque Camel en 1930.
Le designer industriel Raymond Loewy conçoit le logotype utilisé de 1940 à 2012.
En 1978, l'entreprise Brown & Williamson achète les droits d'exportation. En 1994, elle achète ceux pour les États-Unis. En 1996, les cigarettes avec filtre sont officiellement lancées à San Francisco, mais c'est seulement en 1999 qu'elles deviennent disponibles sur l'ensemble du territoire américain.

## Dans les sports automobiles

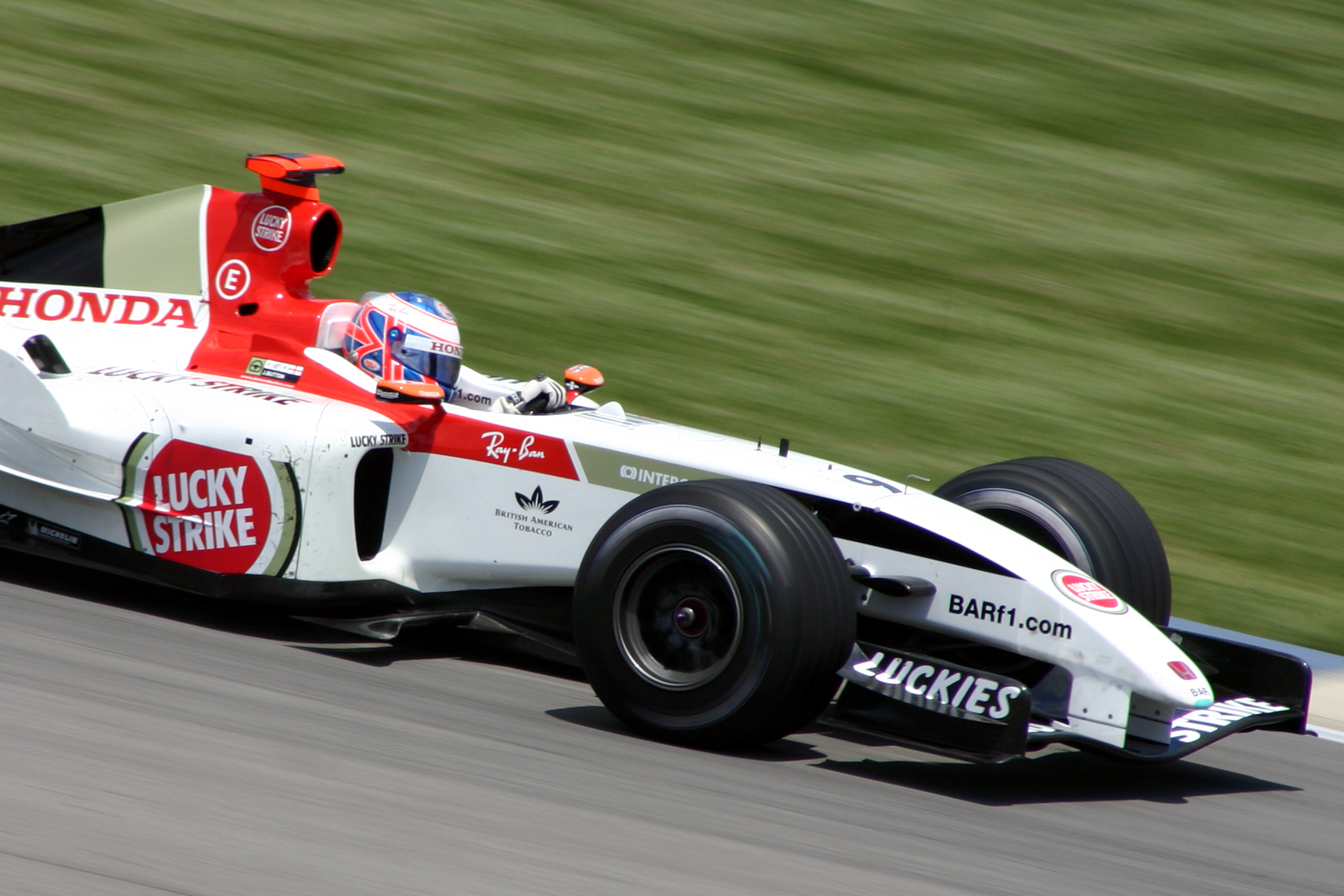
Jenson Button pilotant pour l'écurie British American Racing au Grand Prix d'Indianapolis en 2004.

En 2000, le partenariat avec Honda a décidé l'écurie British American Racing à choisir comme sponsor Lucky Strike : Le logo rond et rouge sur un fond blanc rappelle le drapeau japonais, ce qui est parfait pour le constructeur nippon Honda.
L'écurie British American Racing Honda devient en 2006 l'écurie Lucky Strike Honda Racing F1.

## Dans les arts

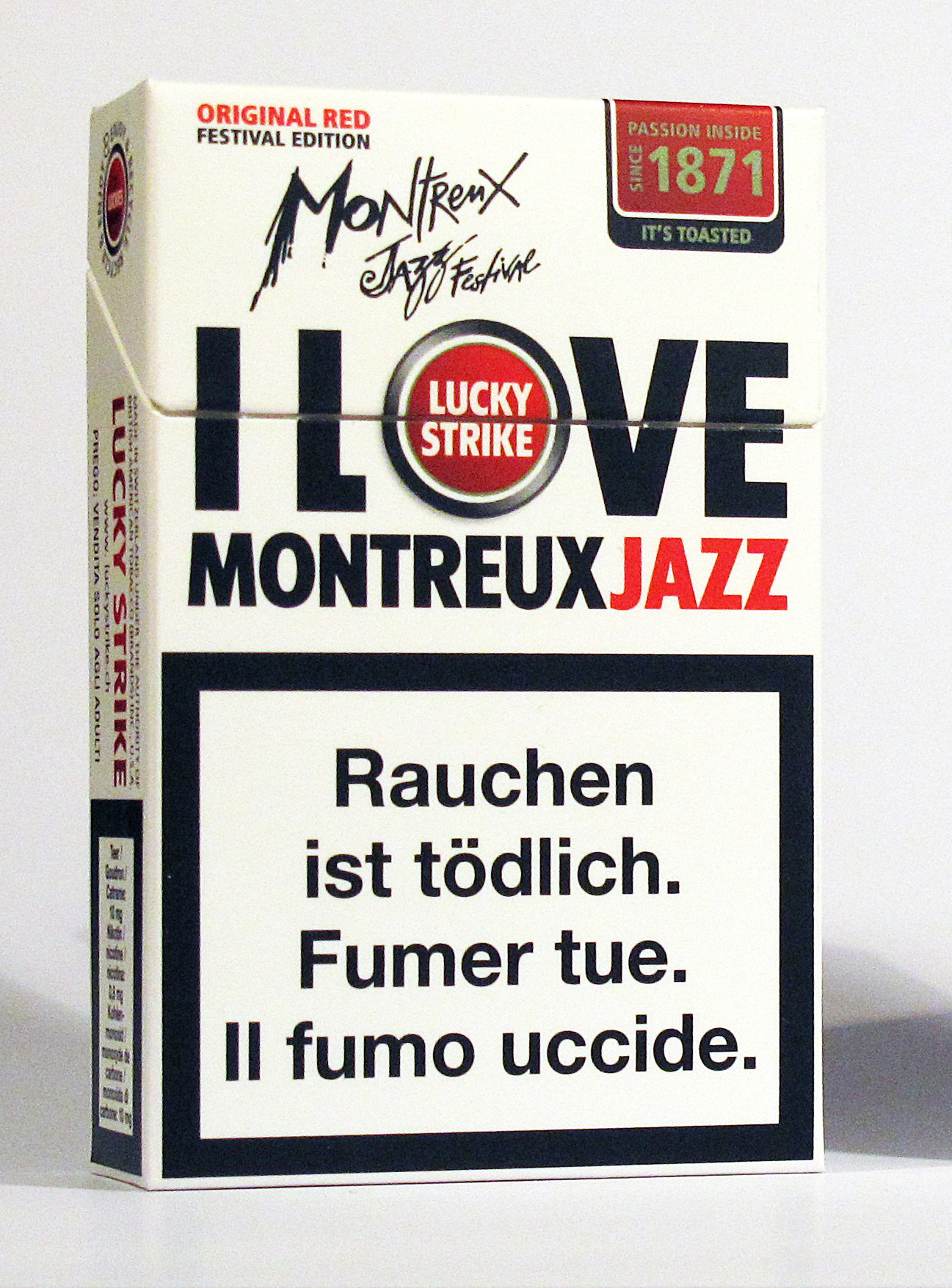
Parrainage du festival de jazz de Montreux par British American Tobacco en 2012.

La marque Lucky Strike apparaît souvent comme un symbole de la culture américaine profonde ou, selon le thème, de l'américanisation du monde. La plus notable de ses apparitions figure dans la série Mad Men où Don Draper, publicitaire des années 1960, est chargé de trouver un slogan pour la marque de cigarettes.
La marque apparaît aussi dans plusieurs films américains traitant de l'armée, comme Good Morning, Vietnam ou Les Chèvres du Pentagone, où l'on remarque des paquets souples de cette marque accrochés aux casques de quelques soldats.
En France, un spot publicitaire réalisé par Gérard Jugnot pour les allumettes Lucky Strike (législation oblige), intitulé le marigot est projeté dans les salles de cinéma en 1987,.
Dans Elle s'en va, l'héroïne interprétée par Catherine Deneuve possède également un paquet Lucky Strike souple de cette marque au début du film.
Dans le film Les Incorruptibles, le principal protagoniste, Eliot Ness, joué par Kevin Costner, fume des Lucky Strike.